# Astragalus cibarius
Astragalus cibarius là một loài thực vật có hoa trong họ Đậu. Loài này được E.Sheld. miêu tả khoa học đầu tiên.

## Hình ảnh

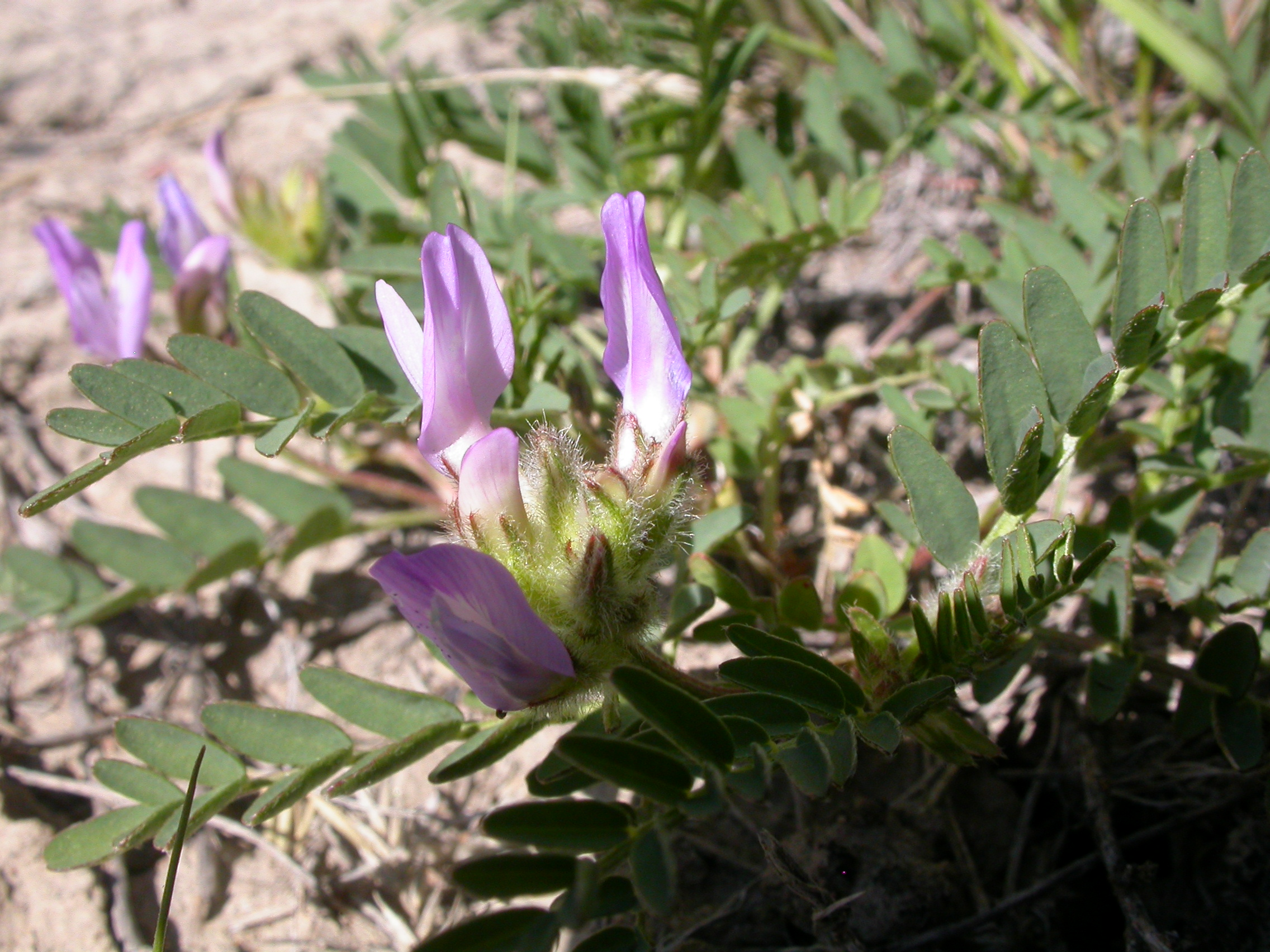
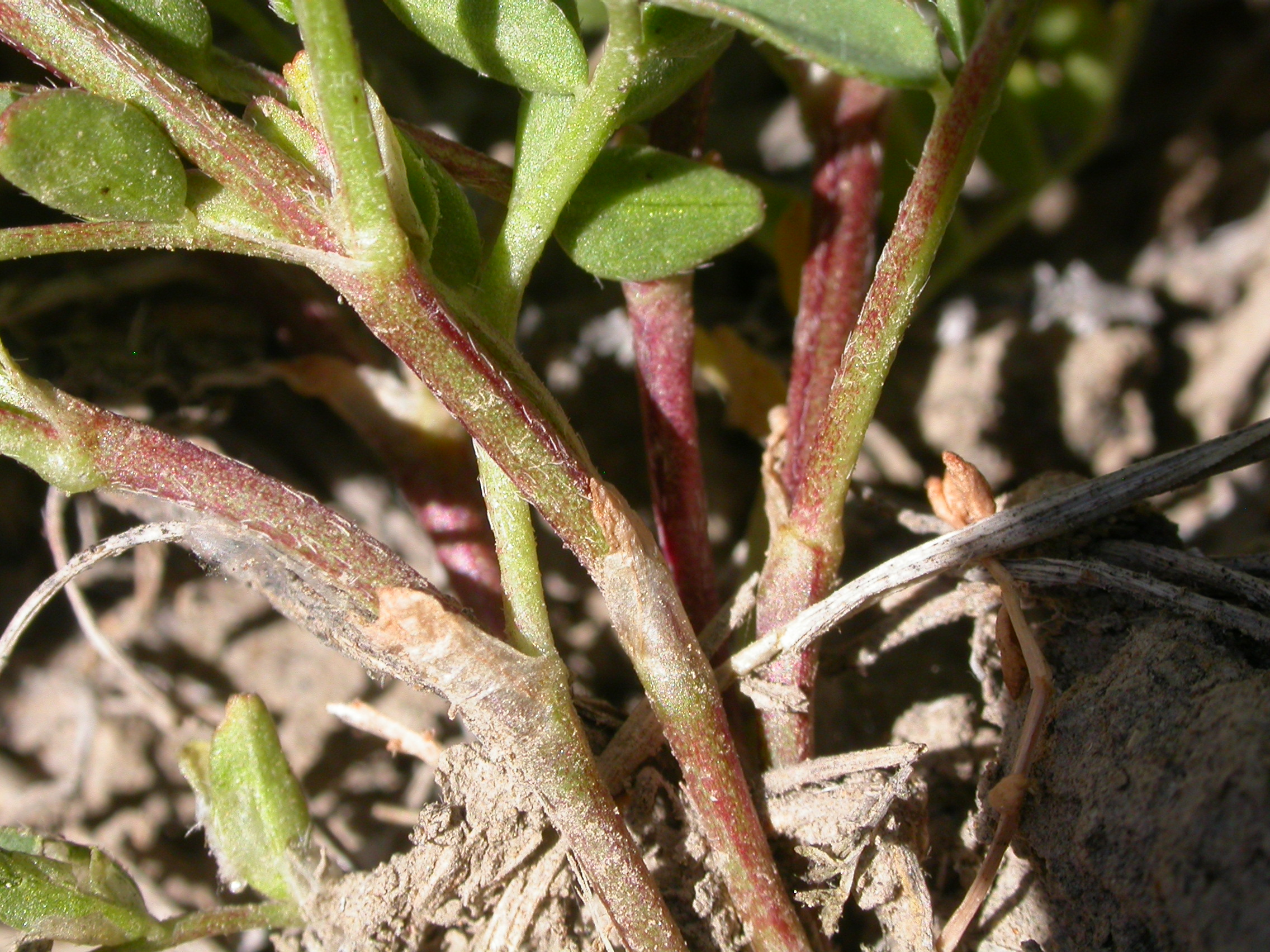
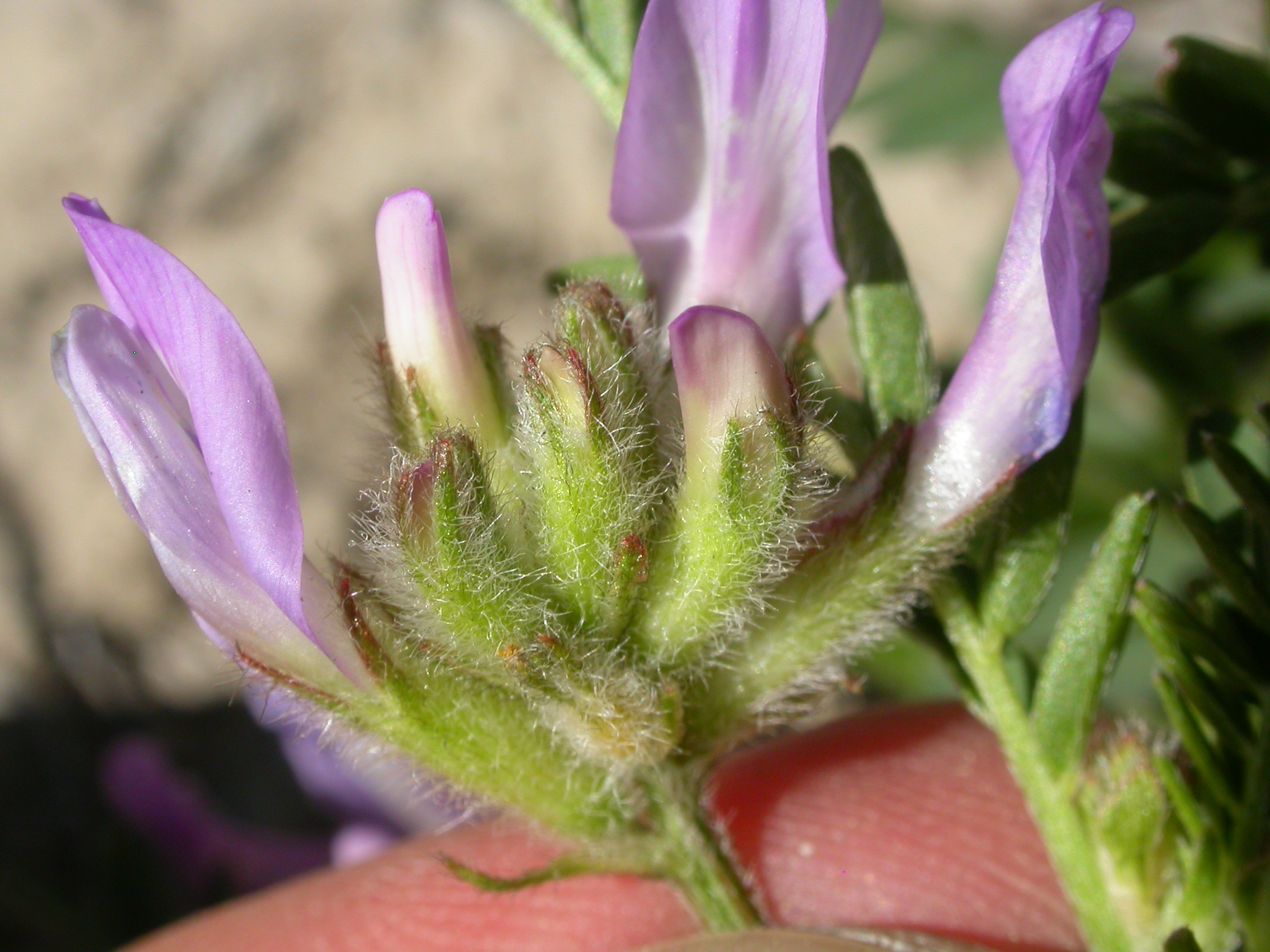
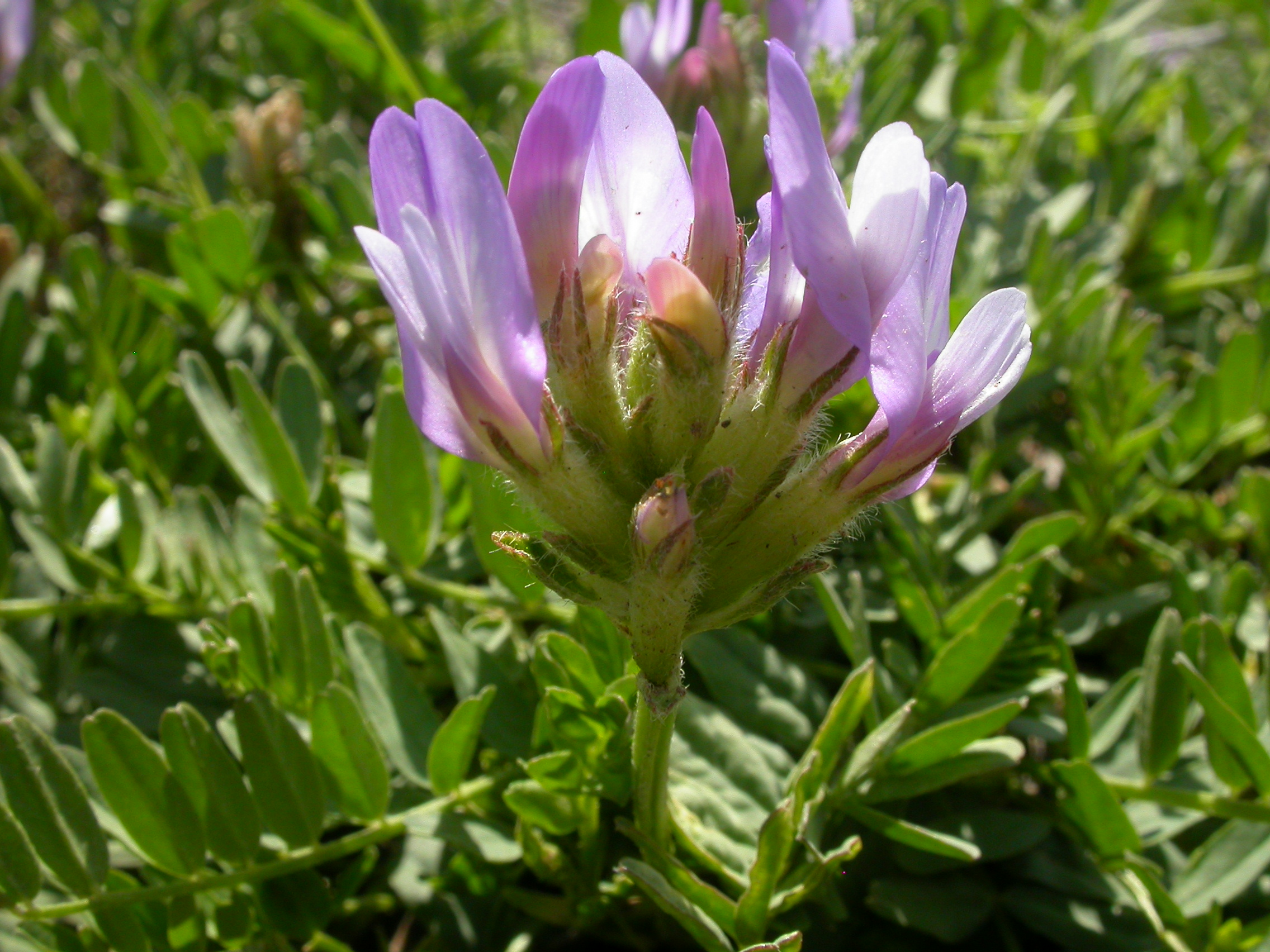